# Michael-Althen-Preis
Der Michael-Althen-Preis für Kritik ist eine seit 2012 jährlich von der Frankfurter Allgemeinen Zeitung (FAZ) zu Ehren des dort bis zu seinem Tod im Jahr 2011 angestellten Redakteurs und Filmkritikers Michael Althen ausgeschriebene Auszeichnung, mit der eine Form der Kritik gewürdigt werden soll, „in der analytische Schärfe und Emotion einander bedingen und ergänzen“. Der Preis war zunächst mit 10.000 Euro dotiert, seit 2015 beträgt das Preisgeld 5000 Euro.
Nach den offiziellen Richtlinien kann sich jeder für den Preis bewerben, der zwischen dem 15. August des laufenden und dem 15. August des vorherigen Jahres eine Kritik veröffentlicht hat. Die Einreichung deutschsprachiger Texte wird dabei bevorzugt. Die Verleihung des Preises findet jeweils Mitte Oktober statt.

## Jurymitglieder
Die Konstruktion der Jury sieht vor, dass diese nicht aus Kritikern bestehen soll. Seit Beginn gehörten der Jury die Schauspielerin Claudia Michelsen, die Regisseure Dominik Graf und Tom Tykwer, der Schriftsteller Daniel Kehlmann sowie der Schauspieler Hanns Zischler an. Zischler schied 2016 auf eigenen Wunsch aus der Jury aus.

## Preisträger
| Jahr | Preisträger/in     | Begründung |
| ---- | ------------------ | --- |
| 2012 | Sarah Khan         | Feuilleton-Essay über die Fernsehserie Dr. House |
| 2013 | Willi Winkler      | Feuilleton-Essay über den Religionskritiker Karlheinz Deschner unter dem Titel Antichrist |
| 2014 | Hans Hütt          | Feuilleton-Essay Angst vor der Gleichheit über die Kritik des homophoben Denkens |
| 2015 | Rupprecht Podszun  | Feuilleton-Essay Bitte nix mixen! über den Urheberrechtsprozess des Suhrkamp-Verlags gegen das Münchner Residenztheater wegen Frank Castorfs „Baal“-Inszenierung                                                                |
| 2016 | Kia Vahland        | Feuilleton-Essay Meister, die vom Himmel fallen über Kunstwerke, die fälschlicherweise Michelangelo, Raffael und Leonardo zugesprochen werden                                                                                   |
| 2017 | Lara Fritzsche     | Feuilleton-Essay Kulturschock über den Umgang mit kruden Argumenten gegen Minderheiten, das Unbehagen von ‚Das darf man doch wohl noch sagen‘ und der Grenzziehung zwischen der Uniformität politischer Korrektheit und Anstand |
| 2018 | Antje Stahl        | Feuilleton-Essay No more Frauenghetto, bitte über die Ausgrenzung von Frauen in der Architektur |
| 2019 | Verena Lueken      | Feuilleton-Essay „Das ist das Leben“, ein Lob des amerikanischen Schriftstellers Richard Ford |
| 2020 | Mareike Nieberding | Feuilleton-Essay „Flucht & Sühne“ über die französische Schriftstellerin Alice Zeniter |
| 2021 | Ulrich Gutmair     | Feuilleton-Essay „Kebabträume in der Mauerstadt“ über die Band Deutsch Amerikanische Freundschaft |
| 2022 | Adam Soboczynski   | Feuilleton-Rezension „So schön stirbt das Abendland“ über das Buch Vernichten von Michel Houellebecq |
| 2023 | Samira El Ouassil  | Feuilleton-Essay „Wie ich lernte, Barbie (nicht) zu lieben“ über den Kinofilm Barbie von Regisseurin Greta Gerwig |
| 2024 | Xaver von Cranach  | Feuilleton-Essay „Die Löschpapierfrau“ über Tove Ditlevsen |